# Two Rivers (Wisconsin)
Two Rivers ist eine Stadt (mit dem Status „City“) im Manitowoc County im US-amerikanischen Bundesstaat Wisconsin. Das U.S. Census Bureau ermittelte bei der Volkszählung 2020 eine Einwohnerzahl von 11.271.

## Geografie
Two Rivers liegt im Osten Wisconsins an der gemeinsamen Mündung des East Twin River und des West Twin River in den Michigansee.
Die geografischen Koordinaten von Two Rivers sind 44°09′14″ nördlicher Breite und 87°34′09″ westlicher Länge. Das Stadtgebiet erstreckt sich über eine Fläche von 16,81 km², die sich auf 15,77 km² Land- und 1,04 km² Wasserfläche verteilen.
Nachbarorte von Two Rivers sind Manitowoc (11,2 km südwestlich), Francis Creek (16 km nordwestlich) und Mishicot (16,3 km nordnordwestlich).
Die nächstgelegenen größeren Städte sind Green Bay am Michigansee (65 km nordwestlich), Wisconsins größte Stadt Milwaukee (141 km südlich), Chicago in Illinois (286 km in der gleichen Richtung), Wisconsins Hauptstadt Madison (231 km südwestlich) und Appleton (77,4 km westlich).

## Verkehr
Im Zentrum von Two Rivers treffen die Wisconsin State Highways 42, 147 und 310 zusammen. Alle weiteren Straßen sind untergeordnete Landstraßen, teils unbefestigte Fahrwege sowie innerörtliche Verbindungsstraßen.
In Two Rivers endet eine Eisenbahnlinien für den Frachtverkehr der Canadian National Railway (CN).
Die nächsten Flughäfen sind der Outagamie County Regional Airport bei Appleton (86,8 km westlich), der Austin Straubel International Airport in Green Bay (64,7 km nordwestlich) und der Milwaukee Mitchell International Airport in Milwaukee (151 km südlich).

## Bevölkerung
Nach der Volkszählung im Jahr 2010 lebten in Two Rivers 11.712 Menschen in 5119 Haushalten. Die Bevölkerungsdichte betrug 742,7 Einwohner pro Quadratkilometer. In den 5119 Haushalten lebten statistisch je 2,27 Personen.
Ethnisch betrachtet setzte sich die Bevölkerung zusammen aus 94,5 Prozent Weißen, 0,5 Prozent Afroamerikanern, 0,8 Prozent amerikanischen Ureinwohnern, 2,4 Prozent Asiaten sowie 0,7 Prozent aus anderen ethnischen Gruppen; 1,2 Prozent stammten von zwei oder mehr Ethnien ab. Unabhängig von der ethnischen Zugehörigkeit waren 1,9 Prozent der Bevölkerung spanischer oder lateinamerikanischer Abstammung.
21,6 Prozent der Bevölkerung waren unter 18 Jahre alt, 59,8 Prozent waren zwischen 18 und 64 und 18,6 Prozent waren 65 Jahre oder älter. 51,1 Prozent der Bevölkerung waren weiblich.
Das mittlere jährliche Einkommen eines Haushalts lag bei 42.888 USD. Das Pro-Kopf-Einkommen betrug 23.318 USD. 12,2 Prozent der Einwohner lebten unterhalb der Armutsgrenze.

## Bekannte Bewohner
- J. Frank Aldrich (1853–1933), republikanischer Abgeordneter des US-Repräsentantenhauses (1895–1897) – geboren und anfangs aufgewachsen in Two Rivers
- Ken Anderson (* 1976), Wrestler – aufgewachsen in Two Rivers
- Lydia Clarke (1923–2018), Schauspielerin und Fotografin – geboren in Two Rivers
- Thomas J. Walsh (1859–1933), demokratischer US-Senator von Montana (1913–1933) – geboren und aufgewachsen in Two Rivers